# Volta a Cataluña 1995
La Volta a Cataluña de 1995 fue la 75.ª edición de la Volta a Cataluña. Se disputó en 7 etapas más un prólogo del 15 al 22 de junio de 1995 con un total de 1.146,1 km. El vencedor final fue el francés Laurent Jalabert del equipo ONCE por ante su compañero de equipo Melcior Mauri y Jesús Montoya del equipo Banesto.
Este año, la UCI decidió trasladar la "Vuelta" a junio. Esto hace que ciclistas como Induráin y Rominger no se incriguin pensando con el Tour. La cursa será dominada por Laurent Jalabert  a partir de la victoria en Montserrat.
Para conmemorar el 75.ª edición, la última etapa sale de la Plaza de Sarriá, tal como lo hizo la primera edición del 1911.

## Etapas
| Etapa   | Fecha       | Ciudades de etapa                                                         | km    | Vencedor de la etapa | Líder de la general |
| ------- | ----------- | ------------------------------------------------------------------------- | ----- | -------------------- | ------------------- |
| Prólogo | 15 de junio | Préstamo – Fábrica La Piara (Manlleu) (CRI)                               | 3,1   | Maurizio Fondriest   | Maurizio Fondriest  |
| 1.ª     | 16 de junio | Préstamo – Monasterio de Montserrat                                       | 191,0 | Laurent Jalabert     | Laurent Jalabert    |
| 2.ª     | 17 de junio | Manresa – Torredembarra                                                   | 172,4 | Mario Cipollini      | Laurent Jalabert    |
| 3.ª     | 18 de junio | Torredembarra – Barcelona                                                 | 169,5 | Mario Cipollini      | Laurent Jalabert    |
| 4.ª     | 19 de junio | Bellver de Cerdaña - Boí Taüll                                            | 226,8 | José María Jiménez   | Laurent Jalabert    |
| 5.ª     | 20 de junio | Boí Taüll – Lérida                                                        | 163,3 | Mario Cipollini      | Laurent Jalabert    |
| 6.ª     | 21 de junio | Cavas Segura Viudas (Torrelavit) – Cavas Segura Viudas (Torrelavit) (CRI) | 21,6  | Melcior Mauri        | Laurent Jalabert    |
| 7.ª     | 22 de junio | Barcelona – Olot                                                          | 198,4 | Laurent Jalabert     | Laurent Jalabert    |

### Prólogo[1]
15-06-1995: Préstamo - Fábrica La Piara (Manlleu), 3,1 km. (CRI):
|   | Ciclista           | Equipo                | Tiempo |
| - | ------------------ | --------------------- | ------ |
| 1 | Maurizio Fondriest | Lampre                | 3' 54" |
| 2 | Claudio Chiappucci | Carrera Jeans-Tassoni | + 1"   |
| 3 | Laurent Jalabert   | ONCE                  | m. t.  |

|   | Ciclista           | Equipo                | Tiempo |
| - | ------------------ | --------------------- | ------ |
| 1 | Maurizio Fondriest | Lampre                | 3' 54" |
| 2 | Claudio Chiappucci | Carrera Jeans-Tassoni | + 1"   |
| 3 | Laurent Jalabert   | ONCE                  | m. t.  |

### 1.ª etapa[2]
16-06-1995: Préstamo – Monasterio de Montserrat, 191,0 km.:
|   | Ciclista         | Equipo                | Tiempo     |
| - | ---------------- | --------------------- | ---------- |
| 1 | Laurent Jalabert | ONCE                  | 5h 02' 09" |
| 2 | Enrico Zaina     | Carrera Jeans-Tassoni | + 1"       |
| 3 | Bo Hamburger     | TVM                   | m. t.      |

|   | Ciclista         | Equipo                | Tiempo     |
| - | ---------------- | --------------------- | ---------- |
| 1 | Laurent Jalabert | ONCE                  | 5h 06' 04" |
| 2 | Bo Hamburger     | TVM                   | + 12"      |
| 3 | Enrico Zaina     | Carrera Jeans-Tassoni | + 13"      |

### 2.ª etapa[3]
17-06-1995: Manresa – Torredembarra, 172,4 km.:
|   | Ciclista          | Equipo | Tiempo     |
| - | ----------------- | ------ | ---------- |
| 1 | Mario Cipollini   | Saeco  | 4h 08' 26" |
| 2 | Silvio Martinello | Saeco  | m. t.      |
| 3 | Laurent Jalabert  | ONCE   | m. t.      |

|   | Ciclista         | Equipo                | Tiempo     |
| - | ---------------- | --------------------- | ---------- |
| 1 | Laurent Jalabert | ONCE                  | 9h 14' 30" |
| 2 | Bo Hamburger     | TVM                   | + 20"      |
| 3 | Enrico Zaina     | Carrera Jeans-Tassoni | + 21"      |

### 3.ª etapa[4]
18-06-1995: Torredembarra - Barcelona, 169,5 km.:
|   | Ciclista         | Equipo | Tiempo     |
| - | ---------------- | ------ | ---------- |
| 1 | Mario Cipollini  | Saeco  | 4h 33' 05" |
| 2 | Ján Svorada      | Lampre | m. t.      |
| 3 | Laurent Jalabert | ONCE   | m. t.      |

|   | Ciclista         | Equipo                | Tiempo      |
| - | ---------------- | --------------------- | ----------- |
| 1 | Laurent Jalabert | ONCE                  | 13h 47' 35" |
| 2 | Bo Hamburger     | TVM                   | + 20"       |
| 3 | Enrico Zaina     | Carrera Jeans-Tassoni | + 21"       |

### 4.ª etapa[5]
19-06-1995: Bellver de Cerdanya – Boí Taüll, 226,8 km.:
|   | Ciclista           | Equipo                | Tiempo     |
| - | ------------------ | --------------------- | ---------- |
| 1 | José María Jiménez | Banesto               | 6h 28' 10" |
| 2 | Claudio Chiappucci | Carrera Jeans-Tassoni | + 01"      |
| 3 | Félix García Casas | Artiach               | + 15"      |

|   | Ciclista         | Equipo                | Tiempo      |
| - | ---------------- | --------------------- | ----------- |
| 1 | Laurent Jalabert | ONCE                  | 20h 16' 25" |
| 2 | Bo Hamburger     | TVM                   | + 20"       |
| 3 | Enrico Zaina     | Carrera Jeans-Tassoni | + 21"       |

### 5.ª etapa[6]
20-06-1995: Boí Taüll – Lérida, 163,3 km.:
|   | Ciclista           | Equipo | Tiempo     |
| - | ------------------ | ------ | ---------- |
| 1 | Mario Cipollini    | Saeco  | 3h 58' 09" |
| 2 | Ján Svorada        | Lampre | m. t.      |
| 3 | Christophe Capelle | GAN    | m. t.      |

|   | Ciclista         | Equipo                | Tiempo      |
| - | ---------------- | --------------------- | ----------- |
| 1 | Laurent Jalabert | ONCE                  | 24h 14' 34" |
| 2 | Bo Hamburger     | TVM                   | + 20"       |
| 3 | Enrico Zaina     | Carrera Jeans-Tassoni | + 21"       |

### 6.ª etapa[7]
21-06-1995: Cavas Segura Viudas (Torrelavit), 21,6 km. (CRI):
|   | Ciclista         | Equipo  | Tiempo  |
| - | ---------------- | ------- | ------- |
| 1 | Melcior Mauri    | ONCE    | 20' 50" |
| 2 | Laurent Jalabert | ONCE    | + 1"    |
| 3 | Aitor Garmendia  | Banesto | + 8"    |

|   | Ciclista         | Equipo  | Tiempo      |
| - | ---------------- | ------- | ----------- |
| 1 | Laurent Jalabert | ONCE    | 24h 35' 25" |
| 2 | Melcior Mauri    | ONCE    | + 35"       |
| 3 | Jesús Montoya    | Banesto | + 49"       |

### 7.ª etapa[8]
22-06-1995: Barcelona – Olot, 198,4 km.:
|   | Ciclista         | Equipo                | Tiempo     |
| - | ---------------- | --------------------- | ---------- |
| 1 | Laurent Jalabert | ONCE                  | 4h 49' 29" |
| 2 | Enrico Zaina     | Carrera Jeans-Tassoni | m. t.      |
| 3 | Jesús Montoya    | Banesto               | m. t.      |

|   | Ciclista         | Equipo  | Tiempo      |
| - | ---------------- | ------- | ----------- |
| 1 | Laurent Jalabert | ONCE    | 29h 24' 54" |
| 2 | Melcior Mauri    | ONCE    | + 46"       |
| 3 | Jesús Montoya    | Banesto | + 49"       |

## Clasificación General
|    | Ciclista                 | Equipo                | Tiempo      |
| -- | ------------------------ | --------------------- | ----------- |
|    | Laurent Jalabert         | ONCE                  | 29h 24' 54" |
| 2  | Melcior Mauri            | ONCE                  | + 46"       |
| 3  | Jesús Montoya            | Banesto               | + 49"       |
| 4  | Enrico Zaina             | Carrera Jeans-Tassoni | + 1' 17"    |
| 5  | Bo Hamburger             | TVM                   | + 1' 48"    |
| 6  | Francisco Javier Mauleón | Mapei                 | + 1' 49"    |
| 7  | Daniel Clavero           | Artiach               | + 3' 04"    |
| 8  | Stephen Hodge            | Festina               | + 3' 23"    |
| 9  | Juan Carlos Vicario      | Castellblanch         | + 6' 11"    |
| 10 | José María Jiménez       | Banesto               | + 6' 22"    |

## Clasificación de la montaña
|   | Ciclista           | Equipo  | Puntos |
| - | ------------------ | ------- | ------ |
| 1 | Pascal Hervé       | Festina | 68     |
| 2 | José María Jiménez | Banesto | 45     |
| 3 | Félix García Casas | Artiach | 40     |

## Clasificación de las Metas volantes
|   | Ciclista           | Equipo  | Puntos |
| - | ------------------ | ------- | ------ |
| 1 | Orlando Rodrigues  | Artiach | 17     |
| 2 | Félix García Casas | Artiach | 8      |
| 3 | Marco Zen          | Lampre  | 5      |

## Mejor Equipo
| Equipo | Nacionalidad | Tiempo |             |
| ------ | ------------ | ------ | ----------- |
| 1      | ONCE         | España | 88h 07' 05" |
| 2      | Artiach      | España | + 10' 54"   |
| 3      | Banesto      | España | + 15' 15"   |